# Масенбаххаузен
Масенбаххаузен (њем. Massenbachhausen) општина је у њемачкој савезној држави Баден-Виртемберг. Једно је од 46 општинских средишта округа Хајлброн. Према процјени из 2010. у општини је живјело 3.553 становника. Посједује регионалну шифру (AGS) 8125061.

## Географски и демографски подаци
Масенбаххаузен се налази у савезној држави Баден-Виртемберг у округу Хајлброн. Општина се налази на надморској висини од 209 метара. Површина општине износи 8,8 km². У самом мјесту је, према процјени из 2010. године, живјело 3.553 становника. Просјечна густина становништва износи 406 становника/km².